# 진천군
진천군(鎭川郡)은 대한민국 충청북도 서북부에 있는 군이다. 금강 상류인 미호강이 광혜원면과 백곡면에서 발원하며, 차령산맥에 둘러싸인 분지 지형이다. 진천읍으로 중부고속도로가 관통하여 서울 방면과 대전 방면으로 교통이 편리하다. 군청  기관이 이전하여, 209만평의 충북혁신도시가 건설되었다.

## 역사
| Daedongyeojido (Gyujanggak) 14-05.jpg | Daedongyeojido (Gyujanggak) 14-04.jpg |
| Daedongyeojido (Gyujanggak) 15-04.jpg | Daedongyeojido (Gyujanggak) 15-03.jpg |

▶ 고대 ~ 근세시기
고구려(高句麗) 시대에 금물노군(今勿奴郡) 일명 만노군(萬弩郡) 또는 수지(首知) 신지(新知)라 하였으며 신라(新羅) 때에는 흑양군(黑壤郡)이라 고치고 그 후 황양군(黃壤郡)이라 하였다. 고려(高麗) 초에 이르러 강주(降州)라 한 후 다시 진주(鎭州)라 개칭하고 성종(成宗) 때 자사(刺使)를 두었다가 목종(穆宗)에 이르러 이를 파(罷)하였으며 현종(顯宗) 때에는 청주(淸州)에 속하였다. 고종(高宗) 때에 와서 창의현(彰義縣)이라 바꾸고 현령을 두었다가 원종(元宗) 때에 의령(義寧)이라 하고 군사(軍事)를 두었다가 조선(朝鮮) 때 와서 상산(常山)이라 고치고 그 후 진천(鎭川) 감무(監務)로 바꾸었다. 조선(朝鮮) 태종(太宗) 13년(1413년) 계사년(癸巳年)에 진천(鎭川)으로 개명, 현감을 두었다가 그 후연산군(燕山君) 11년(1505년) 을축년(乙丑年)에 일시 경기도에 이속되었다가 중종(中宗) 초에 다시 충청도에 환원, 고종(高宗) 32년(1895) 5월 26일 칙령 98호로 현감을 두었던 것을 군수를 두게하였다.
- 1895년 6월 23일(음력 윤5월 1일) 충주부 진천군으로 개편하였다.[3]
- 1896년 8월 4일 충청북도 진천군으로 개편하였다.[4]

▶ 근대시기
- 1914년 3월 1일 부령 제111호로 부군 폐합시 경기도 죽산군의 가척리와 동주리가 본군 만승면 광혜원리와 실원리에 편입되었고 동년 3월 9일에 면의 개칭 및 구역 변경 시 14개을 진천, 덕산, 초평, 문백, 백곡, 이월, 만승 7개 면으로 통합

| 조선총독부령 제111호 |             |                                                                          |
| 구 행정구역 | 신 행정구역 | 신 행정구역                                                              |
| 진천군 남변면(南邊面) 교동/탑동/학당리, 신대리/김금리/옹정리/검실리/원앙리/월교리/(덕문면)상덕리, 원동/덕배리                                                                                       | 군중면      | 교성리, 신정리, 원덕리                                                   |
| 진천군 북변면(北邊面) 벽오리/석암리, 성평리/지석리, 상리/하리/상장리/관문리 | 군중면      | 벽암리, 성석리, 읍내리                                                   |
| 진천군 행정면(杏井面) 두건리/하일송리/상일송리, 구봉리/사미리/장관리, 상내동/하내동/중리/상리/하리/취적리/괴형리, 사정리/상송리, 명신리/동암리                                                      | 군중면      | 건송리, 장관리, 행정리, 사송리, 명암리                                   |
| 진천군 서암면(西岩面) 금성리/주암리, 문성리/봉평리, 상목리/계양리, 상곡리/보련리/비립리, 태랑리/거락리, 지장리/가암리, 서암리/여사리/석박리                                                         | 군중면      | 금암리, 문봉리, 상계리, 연곡리, 태락리, 지암리, 사석리                   |
| 진천군 덕문면(德文面) 산직리/장척리, 상가리/신대리, 상덕리/차상리/(북변면)분암리, 중리/차상리 일부/석탄리                                                                                           | 덕산면      | 산척리, 상신리, 삼덕리, 중석리                                           |
| 진천군 산정면(山井面) 하구리/상구리/동산리/도장리, 기지리/회전리, 봉대리/내동상리/내동하리/선옥리/내동신리, 장암리/하석리, 마무리/영신리/태하리/영주리/삼태리, 옥동리                               | 덕산면      | 구산리, 기전리, 두촌리, 석장리, 오갑리, 옥동리                           |
| 진천군 방동면(方洞面) 매산리/고수리, 인산리, 화성리/상고리 | 덕산면      | 산수리, 인산리, 화상리                                                   |
| 진천군 소답면(所畓面) 신대리/가척리, 용소리/몽촌리, 목신리, 상목리/하목리 | 덕산면      | 신척리, 용몽리, 한천리, 합목리                                           |
| 진천군 문방면(文方面) 내구리/외구리, 미래리/동덕리/창대리/원암리, 사암리/양암리, 장두리/월호리, 평사리/통산리                                                                                       | 문백면      | 구곡리, 문덕리, 사양리, 장월리, 평산리                                   |
| 진천군 백락면(白洛面) 낙계리/산직리, 하도장리/하대음리, 어은리/봉암리/대상리/석보리/옥산리 일부, 연화리/우담리, 옥산리 일부/두성리, 은성리/갈탄리                                                   | 문백면      | 계산리, 도하리, 봉죽리, 연담리, 옥성리, 은탄리                           |
| 진천군 이곡면(梨谷面) 노곡리/서원리, 사지리/이곡리, 송현리/향림리, 신리/쌍계리, 일영리/화양리, 중보리/도산리                                                                                        | 이월면      | 노원리, 사곡리, 송림리, 신계리, 장양리, 중산리                           |
| 진천군 월촌면(月村面) 가암리/산정리, 동곡리/성평리, 미곡리/잠두리, 용암리/상룡리/하룡리, 사송리/내두리, 신리/상월리                                                                                 | 이월면      | 가산리, 동성리, 미잠리, 삼용리, 송두리, 신월리                           |
| 진천군 만승면(萬升面) 파궁리/상리/중리/금천리, 대실리/동주원리, 구항리/중암리, 회안리/죽동리, 만죽리/필현리, 금곡리/각곡리, 근어리/내당리/구암리, 사산리/당촌리/외당리, 월굴리/검성리               | 만승면      | 광혜원리, 실원리, 구암리, 회죽리, 죽현리, 금곡리, 내촌리, 사당리, 월성리 |
| 진천군 초평면(草坪面) 금한리/이곡리, 신평리/상통리, 용소리/쌍오정리, 영구리, 화암리/사산리 | 초평면      | 금곡리, 신통리, 용정리, 영구리, 화산리                                   |
| 진천군 백곡면(栢谷面) 노산리/신평리/흑석리/중로리/상로리/서수리, 신개죽리/개죽리, 대삼리/수문리, 용암리/개평리/저동리/백곡리/석현리/와조동, 성대리/대명리/모리/상봉리, 상백리/하백리, 용진리/덕가리 | 백곡면      | 갈월리, 구수리, 대문리, 석현리, 성대리, 양백리, 용덕리                   |
- 1917년 10월 1일 군중면을 진천면으로 개칭
- 1930년 3월 1일 진천면 명암리·사송리가 백곡면에, 태락리가 문백면에, 덕산면 삼덕리가 진천면에, 덕산면 오갑리·문백면 연담리가 초평면에 편입
- 1945년 4월 1일 조선총독부령 제9호에 의하여 청원군 북이면 용기리, 용산리, 은암리, 진암리 4개 리가 본군 초평면에 편입[5]
- 1973년 7월 1일 진천면이 진천읍으로 승격[6] (1읍 6면)
- 1983년 2월 15일 진천군조례 제776호에 의거 덕산면 상신리, 이월면 송두리, 가산리가 진천읍으로, 덕산면 중석리가 초평면으로, 만승면 내촌리, 사당리가 이월면으로 편입되어 현재에 이르고 있음.[7]

| 군조례 제776호        |             |
| 구 행정구역           | 신 행정구역 |
| 덕산면 중석리         | 초평면 일부 |
| 덕산면 상신리, 산척리 | 진천읍 일부 |
| 이월면 송두리, 가산리 | 진천읍 일부 |
| 만승면 내촌리, 사당리 | 이월면 일부 |
- 2000년 1월 1일 진천군조례 제1676호에 의거 만승면이 광혜원면으로 명칭 변경되었음.[8]
- 2014년 8월 16일 충청북도혁신도시 건설로 음성군 맹동면 일부가 진천군으로, 진천군 덕산면 일부가 음성군으로 편입되었다.[9]
- 2019년 7월 1일 덕산면에서 덕산읍으로 승격
- 2019년 12월 10일 덕산읍혁신도시출장소 설치
- 2020년 10월 30일 문백면 구곡리를 구산동리로 개칭하였다.

| 고구려   | 틍일신라 | 고려 | 조선       | 대한민국 |
| -------- | -------- | ---- | ---------- | -------- |
| 금물노군 | 흑양군   | 진주 | 진천현(군) | 진천군   |

## 지리
진천군은 충청북도 서북부에 위치한 농업과 산업이 조화롭게 발전하는 내륙 지역이다. 중부고속도로가 관통하여 교통 접근성이 뛰어나며, 동쪽으로 음성군, 증평군, 서쪽으로 충청남도 천안시, 남쪽으로 청주시, 북쪽으로 안성시와 경계를 접한다. 
'생거진천'이라는 유래에 따라 차령산맥이 북쪽으로부터 남쪽에 이르러 산악이 많고, 동북부는 금강 상류인 미호강이 광혜원면과 백곡면에서 시작하여 남쪽으로 흘러 광활한 평야를 형성하고 있어 비옥한 곡창지대를 이루고 있다.
특히 이러한 지리적 조건과 수도권 인근이라는 지정학적 이점 및 우수한 교통망을 바탕으로 전통적인 농업과 더불어 현대적인 산업시설이 조화롭게 발달하였다. 신척산업단지, 케이푸드밸리, 산수산업단지 등 11개의 산업단지와 8개의 농공단지에 300여 개의 기업이 입주해있어, 농업 중심 지역에서 농업과 산업이 융합된 균형 잡힌 발전 모델을 보여주고 있다. 이는 진천군이 전통적인 농업 기반 위에 첨단 산업과 식품가공업을 접목한 독특한 지역적 특성을 나타낸다.

## 행정 구역
진천군의 행정구역은 2읍 5면으로 구성되어 있다. 진천군의 면적은 407.38km2이다. 인구는 1965년에는 88,782명이었으나 감소와 증가를 반복하여 2025년 6월말 기준으로 42,816세대, 85,991명이다. 그 중 34%가 진천읍에, 36.5%가 덕산읍에 거주한다.
| 읍면     | 한자     | 면적   | 세대   | 인구   | 행정지도 |
| -------- | -------- | ------ | ------ | ------ | -------- |
| 진천읍   | 鎭川邑   | 70.59  | 14,493 | 29,175 |          |
| 덕산읍   | 德山邑   | 35.10  | 13,911 | 31,403 |          |
| 초평면   | 草坪面   | 76.36  | 1,588  | 2,911  |          |
| 문백면   | 文白面   | 60.19  | 1,986  | 3,394  |          |
| 백곡면   | 栢谷面   | 80.07  | 1,217  | 2,018  |          |
| 이월면   | 梨月面   | 55.20  | 3,681  | 6,401  |          |
| 광혜원면 | 廣惠院面 | 29.87  | 5,940  | 10,689 |          |
| 진천군   | 鎭川郡   | 407.23 | 42,816 | 85,991 |          |

## 군청
- 현재 진천군청은 충청북도 진천군 진천읍에 위치하고 있다.

## 교통
- 중부고속도로가 군 중앙을 통과하며 진천 나들목을 통하여 서울 등 수도권과 대전, 청주로 연결된다. 서울까지 약 1시간, 대전까지 약 40분 소요된다.
- 2009년에는 평택제천고속도로가 개통되고 이월면에 북진천 나들목이 생겨나 서울 및 수도권으로의 이동이 편리해졌다.
- 일반국도는 국도 제17호선과 국도 제21호선, 국도 제34호선이 교차 통과한다.

## 문화·관광
- 농다리축제

충청북도 진천군 문백면에 위치한 지방유형문화재 제28호 농다리를 중심으로 열리는 지역 문화축제이다. 농다리는 천 년의 역사를 지닌 동양 최고(最古)의 석조다리로, 역사적‧건축학적 가치가 높다. 축제는 매년 5월 또는 6월경 개최되며, 지역의 역사‧문화 자원을 활용한 다양한 프로그램으로 구성된다. 전통놀이 체험, 민속공연, 역사 교육, 지역 특산물 전시‧판매 등 다채로운 행사를 통해 농다리의 전통과 예술적 가치를 널리 알리고, 지역 공동체의 문화적 자긍심을 고취하는 데 기여하고 있다.
- 생거진천 문화축제

생거진천 문화축제는 충청북도 진천군의 대표적인 통합형 종합문화축제로, 지역의 역사‧문화‧예술 자원을 활용하여 개최되며, 매년 가을(9월~10월경) 진천읍 백곡천 일원에서 열린다. 축제 기간 동안 전통문화 공연, 군민 화합 퍼레이드, 체험행사, 지역 농특산물 홍보관, 먹거리 장터 등 다채로운 프로그램이 진행된다. 진천의 문화적 정체성과 공동체 정신을 널리 알리는 한편, 주민과 방문객이 함께 즐길 수 있는 열린 축제로 자리매김하고 있다.
- 용화사

용화사는 통일신라시대 사찰로 신라 성덕왕 19년에 만들어진 숭덕불상을 모시기 위해 처음에는 미륵불당으로 세워 졌다. 조선시대에 와서 숭유척불 정책으로 불교를 배척할 때 절은 없어지고 이 석불만 외롭게 서 있다가 1959년에 기해 10월에 한자심에 의해 법당, 요사채를 각 세 칸씩 짓고 1965년 을사 10월에 법당을 중수하고 용화사라 이름 지었다.
- 배티성지

진천군 백곡면 양백리 노고산 아래 위치한 배티성지는 조선 후기 많은 천주교 신자들이 박해를 받아 순교한 곳이다. 1870년부터 다시 신앙이 싹터 1884년에는 선교사들이 진천에 배티, 삼박골, 용진골, 새울, 굴티등 다섯 곳에 공소를 설정하게 되었으며 1890년에는 배티공소에 "교리학교"가 세워지기도 했다. 순교자의 종교정신을 기리고 기도하는 장소와 피정의 집으로 활용되었으나 십자가와 묵주만이 남아 천주교 박해의 정도를 가늠케한다. 일제시대에 신자들이 하나, 둘 떠나 현재 이곳 배티에는 신자들이 생업을 영위하던 옹기점과 무명순교자의 묘 만이 남아있다. 동네어귀에 배나무가 많은 배나무 고개라서 이치란 말이 생겨났고 이것이 순수한 우리말로 배티라 불리게 되었다는 설과 조선 영조 때 이인좌의 난 때 백곡을 지나다 이 마을 노인 이순곤이 이끄는 주민에게 패한 뒤 다시 안성쪽으로 향하다 오명황이 이끄는 관군에게 진압되어 패전하였다는데서 패치라 불리다 바뀌었다는 설이다.
- 대한성공회 진천성당
- 진천종박물관
- 초평호
- 진천군립 생거판화미술관
- 포석조명희문학관

## 경제
음성과 함께 충북에서 가장 성장이 빠른 지역이다. 수도권규제의 반사이익을 얻은 곳으로, 충남에 천안과 아산이 있다면 충북에는 음성과 진천이 있다. 원래 농업이 중심인 동네이지만, 수도권과 가깝다는 장점과 충북혁신도시 버프를 받아 산업단지 개발이 활발하여 현재 동서식품, CJ제일제당, 동원F&B, CJ푸드빌, 현대모비스, 팔도, 한화솔루션 큐셀사업부가 입주해 있으며, 점차 공업중심의 도시로 점점 변하고 있다. 2022년 1월에는 롯데글로벌로지스의 메가허브 터미널이 초평면에 준공되어 옥천, 대전, 곤지암과 함께 택배 거점도시가 되었다. 한때 특산품은 쌀, 장미, 관상어였다. 그러나 쌀을 제외하고 시장 변화로 대부분 사양길이다. 쌀의 경우도 워낙 흔한 작물이라 특산물이라고 하기도 그렇다. 현제 경제성의 이유로 쌀 생산량은 점점 줄고 있며 비닐하우스 같은 시설 농업이 늘어가는 추세이다. 전국에서 생산하는 숯의 70%를 진천군, 특히 백곡면에서 생산하고 있다. 그래서 백곡면에선 매년 참숯마실축제를 열기도 한다.

## 교육
- K-스마트교육 추진

진천군은 민선 제8기의 공약 중 하나인 ‘문화교육 특화도시’의 일환으로 K-스마트 교육 특화사업을 시행중이다.
K-스마트 교육사업은 지난 2021년 국토부 주관의 혁신도시 이전공공기관 연계 협업 사업인 ‘K-스마트 교육시범도시 조성사업’에 선정되었다. 시범사업 당시 구축된 인프라, 교육모델, 네트워크 등에 군비를 지속 투입하여, 2022년 ‘K-스마트교육 2.0’, 2023년 ‘K-스마트교육 2.0+’, 2024년에는 ‘K-스마트교육 특화사업’을 운영하고 있다.
2024년 기준 진천군이 양성한 디지털 인재는 9,500명에 달하며, △카이스트가 개발한 프로그램 ‘인공지능(AI) 영재학급’(4,972명) △ICT 분야별 기술 체험, 교육 ‘IT스카우트’(300명) △원어민과 1:1 실시간 원격 화상 회화수업 ‘버추얼클래스’(1,752명) △5G 기반 실감 인프라 체험 ‘혁신도시 오픈랩 체험교육’(1,832명) △4차산업 미래기술 체험 ‘K-실감학습터 디지털 교육’(614명) △미국 IT 기업체, 실리콘밸리 대학 견학 ‘지역특화 글로벌 인재양성 지원’(30명) 등이다.
K-스마트교육 특화사업에는 KAIST와 협업하여 진행되는 인공지능 교육을 비롯하여, IT스카우트, K-실감학습터 디지털 교육 등이 포함된다.
- 진천군 창의미래교육센터 운영

진천군은 4차 산업혁명 시대를 대비한 인재양성을 위해 창의미래교육센터를 설립하여 2017년부터 지역 내 유아 및 초등학생을 대상으로 코딩교육을 운영 중이다.
학기 중 평일은 강사들이 유치원, 어린이집, 초등학교를 방문하여 코딩교육을 실시하는 ICT창의융합체험교육을 진행하며, 토요일은 교육대상자가 직접 센터에 방문하여 교육을 받는 토요 상시 코딩 교육이 진행된다. 방학 때는 특강 프로그램이 운영되고 있다. 그 외에 센터에 마련된 디지털 체험존에서는 VR시뮬레이터, 모션플로어, 모션월 등을 체험할 수 있다.
- 대학교
  - 우석대학교 진천캠퍼스
- 고등학교
  - 진천고등학교
  - 광혜원고등학교
  - 서전고등학교
  - 한국바이오마이스터고등학교 (구 진천농업고등학교)
  - 진천상업고등학교
  - 충북체육고등학교
- 중학교
  - 진천중학교
  - 이월중학교
  - 광혜원중학교
  - 덕산중학교
  - 진천여자중학교
  - 서전중학교
- 초등학교
  - 진천삼수초등학교
  - 진천상산초등학교
  - 성암초등학교
  - 이월초등학교
  - 학성초등학교
  - 진천상신초등학교
  - 금구초등학교
  - 옥동초등학교
  - 한천초등학교
  - 초평초등학교
  - 구정초등학교
  - 문백초등학교
  - 문상초등학교
  - 백곡초등학교
  - 만승초등학교

## 자매 도시
- 대한민국 서울특별시 성동구
- 대한민국 서울특별시 강동구
- 대한민국 서울특별시 금천구
- 미국 캘리포니아주 발레이오

## 같이 보기
- 진천국가대표선수촌